# Halberstadt D-Typen
Die Halberstadt D-Typen waren deutsche Jagdflugzeuge im Ersten Weltkrieg, die hauptsächlich von der deutschen Fliegertruppe eingesetzt wurden.

## Entwicklung
Die Ende 1915 von Thomas Voigt bei den Halberstädter Flugzeugwerken konstruierte Halberstadt D.I sollte ein mögliches Nachfolgemodell der Fokker-Eindecker werden. Der Prototyp, ein zweistieliger Doppeldecker, flog erstmals im Februar 1916, wurde jedoch zahlreichen Modifikationen unterworfen, bevor die Maschine in Serienfertigung ging: Die Flügel wurden nach vorn gestaffelt, die Seitenkühler entfernt und stattdessen ein Flächenkühler auf der oberen Tragfläche angebracht, der Pilotensitz erhöht und durch das damit höhere Cockpit der Rumpf nach oben vergrößert. Der zweite Prototyp D.Ia erhielt zudem einen Opel-Argus-Motor mit 120 PS. Ebenso wie bei den Fokker- und Morane-Eindeckern gab es statt eines konventionellen Höhenruders als ganzes steuerbare Pendelruder. Ein weiteres Merkmal war das für Halberstadt-D-Flugzeuge typische, ebenfalls als Pendelruder ausgelegte Seitenruder, das in der Mitte an zwei Stahlrohrstreben eingehängt war.
Für die mit 120-PS-Mercedes-D-II-Motor ausgestattete Halberstadt D.II ging ein erster Auftrag über 12 Serienmaschinen am 21. März 1916 ein. Neben Halberstadt fertigten Aviatik und die Hannoversche Waggonfabrik jeweils 30 Flugzeuge in Lizenz. Wie die Fokker E.III verfügte die D.II über ein allerdings nach rechts versetztes synchronisiertes MG.
Die D.III and D.IV unterschieden sich von der D.II vor allem durch größere ausbalancierte Querruder, den halbkreisförmigen Flügelausschnitt über dem Cockpit und durch den 120 PS Opel-Argus bzw. den 150 PS Benz-Bz-III-Motor. Die D.V als letzter Halberstadt-Einsitzer sollte in Konkurrenz zu den Albatros-Einsitzern antreten, war mit dem 120 PS Opel-Argus-Motor ausgerüstet und hatte einen stromlinienförmigen Bug mit einer kleinen Propellerhaube. D.IV und D.V hatten auch die Einbaumöglichkeit für ein zweites MG, was aber die Maschine durch das zusätzliche Gewicht leistungsmäßig überforderte.

## Einsatz
Das Kampfflugzeug erwies sich in der Hand erfahrener Piloten als manövrierfähig und so stabil, dass es auch hohen Sturzfluggeschwindigkeiten standhalten konnte. Als die Halberstadt D.II im Juni 1916 an der Front erschien, erwies sie sich als nur geringfügig schneller und steigfähiger als die Eindecker und blieb damit den gegnerischen Nieuport 11 und D.H.2 unterlegen, war aber bis zum Erscheinen der Albatros D.I notgedrungen das beste Jagdflugzeug auf deutscher Seite. 85 D.II wurden geliefert. Sie diente vor allem als Begleitjäger für die schwereren Aufklärungsflugzeuge, bildete aber neben den Albatrosjägern auch den Grundstock der neu aufgestellten Jagdstaffeln.
Etwa 500 D-Flugzeuge aller fünf Typen wurden geliefert. Im Januar 1917 standen etwa 100 D.II und D.III im Einsatz, wurden aber allmählich zugunsten der Albatros-Jäger aus dem Einsatz herausgezogen. In Mazedonien und Palästina blieben sie jedoch noch länger im Einsatz. Einige D.V wurden an die Osmanische Fliegertruppe geliefert.

## Technische Daten
| Kenngröße                              | D.I                          | D.II                          | D.III                       | D.IV                         | D.V                         |
| -------------------------------------- | ---------------------------- | ----------------------------- | --------------------------- | ---------------------------- | --------------------------- |
| Baujahr                                | 1915                         | 1916                          | 1916                        | 1916                         | 1917                        |
| Einsatzzweck                           | Jagdflugzeug                 | Jagdflugzeug                  | Jagdflugzeug                | Jagdflugzeug                 | Jagdflugzeug                |
| Besatzung                              | 1                            | 1                             | 1                           | 1                            | 1                           |
| Stückzahl                              | 25                           | 200                           | 60                          | 100                          | 120                         |
| Länge                                  | 7,3 m                        | 7,3 m                         | 7,3 m                       | 7,3 m                        | 7,3 m                       |
| Spannweite                             | 8,8 m                        | 8,8 m                         | 8,8 m                       | 8,8 m                        | 8,8 m                       |
| Höhe                                   |                              | 2,66 m                        | 2,66 m                      | 2,66 m                       | 2,75 m                      |
| Flügelfläche                           | 24 m²                        | 24 m²                         | 24 m²                       | 24 m²                        | 24 m²                       |
| Leermasse                              |                              | 520 kg                        | 536 kg                      | 561 kg                       | 525 kg                      |
| Startmasse                             |                              | 730 kg                        | 746 kg                      | 771 kg                       | 737 kg                      |
| wassergekühlter 6-Zylinder-Reihenmotor | Mercedes D I, 105 PS (77 kW) | Mercedes D II, 120 PS (88 kW) | Argus As II, 120 PS (88 kW) | Benz Bz III, 150 PS (110 kW) | Argus As II, 120 PS (88 kW) |
| Höchstgeschwindigkeit                  |                              | 150 km/h in NN                | 150 km/h in NN              |                              | 185 km/h in NN              |
| Steigzeit auf 1000 m                   |                              | 4 min                         |                             | 3 min                        |                             |
| Steigzeit auf 2000 m                   |                              | 9 min                         |                             |                              |                             |
| Steigzeit auf 3000 m                   |                              | 15 min                        |                             |                              |                             |
| Dienstgipfelhöhe                       |                              | 4500 m                        |                             |                              |                             |
| Reichweite                             |                              | 250 km                        |                             |                              | 200 km                      |
| Bewaffnung                             |                              | 1 lMG 08/15                   |                             |                              |                             |